# Alexandra Fossmo
Alexandra Lovisa Fossmo, ogift Wikström, ursprungligen Jakobsson, född 27 maj 1980 i Viby, Närke, död (mördad) 10 januari 2004 i Knutby, var ett av offren i det så kallade Knutbydramat 2004. 

## Historia
Fossmo var sladdbarnet efter tre systrar: Carina (född 1963), Åsa (född 1965) och Anna (född 1969). Hennes far lämnade hemmet strax efter hennes födelse, och hon växte upp med sin styvfars efternamn Wikström. Hon var dotterdotter till pingstledaren Willis Säwe. Genom sin syster Åsa Waldau blev hon frälst och hon förlovade sig med en medlem i Filadelfiaförsamlingen i Knutby. I juni 1999 gick hon ut gymnasiet och flyttade till Knutby. Hon fick anställning på Daniel Lindes dataföretag Knutpunkten. Där arbetade då även pastor Helge Fossmo på deltid. Dagen efter att hans fru Heléne hade hittats död i sitt badkar 18 december 1999 bröt hon sin förlovning. Hon tog hand om Fossmos barn, de förlovade sig i april 2000 och paret gifte sig 25 november samma år.
I juni 2001 flyttade Sara Svensson in i Fossmos sovrum för att bekämpa sjukdomsdemoner med sex, och Alexandra Fossmo fick bo i gästrummet. Enligt Helge Fossmo accepterade hans hustru situationen för att hon trodde att Åsa Waldau var Kristi brud. På en lapp hade hon skrivit uppmaningen:"När du hör Sara & Helge prata, tänk inte fel då! Dom är inte emot dig!!". Sommaren 2002 var paret Fossmo och Svensson på semester i Norge.
Tidigt på morgonen 8 november 2003 slog Svensson Alexandra Fossmo i huvudet med en hammare. Alexandra Fossmo vaknade och lyckades avvärja attacken. Hon ringde sin man som mitt i natten var ut för att tanka bilen (med en ny älskarinna). Även äldstebröder tillkallades. Svensson skickades iväg till sin far i Vaggeryd. Waldau tog bilder på sin systers skador, men det gjordes ingen polisanmälan. Paret Fossmo åkte några timmar senare som planerat till Arlanda och tillbringade två veckor i Hongkong vid en bibelskola.   
Väl tillbaka i Knutby hittade Alexandra Fossmo på sin bröllopsdag 25 november 2003 i brevlådan ett ofrankerat kuvert utan avsändare adresserat till hennes man. Texten var hotfull ("det här blir er sista bröllopsdag"), men hon läste aldrig brevet. Julen tillbringade Fossmos hos Alexandras äldsta syster i Örebro och Åsa Waldau var också där med sin man.
Fredagen den 9 januari 2004 konfronterade Alexandra Fossmo maken med sina misstankar om hans otrohet. På morgonen hade hon sett fotspår i snön vid altanen. I grälet hade altandörrens handtag gått av. Kvällen tillbringade hon med en grannfru och barnen. Hon lade sig innan hennes man hade kommit hem, i deras sovrum. Där sköts hon några timmar senare med tre skott. Sara Svensson erkände nästa dag. Alexandra Fossmo begravdes i sina hemtrakter. På gravstenen står hennes flicknamn Wikström.